# Svolværgeita
Svolværgeita ou Geita (em lapão setentrional:  Spålla) é um pináculo de 150 metros de altura na face sudoeste da montanha Fløyfjellet, na ilha de Austvågøya, dentro do arquipélago de Lofoten. Com 569 metros de altura, a montanha Fløyfjellet está localizada na orla da cidade de Svolvær, dentro do município de Vågan, no condado de Nordland, na Noruega. Pela primeira vez, em 1 de janeiro de 1910, três alpinistas chegaram ao cume de Svolværgeita: Ferdinand Schjelderup, Alf Bonnevie Bryn e Carl Wilhelm Rubenson. Na região ao redor de Svolværgeita, morros, ilhas, penínsulas e formações rochosas são, notavelmente, comuns.

## Nome
O primeiro rudimento é Svolvær, uma vez que ela está localizada nessa cidade. O último rudimento é a forma finita de geit, em holandês, que significa "cabra", já que a montanha tem dois "chifres". Os dois chifres chamam-se Storhorn e Lillehorn. Ao descer do Storhorn, é comum saltar mais de 1,5 metro de largura e aterrissar com segurança em Lillehorn, enquanto se observa o cemitério da cidade a 300 metros abaixo.